# Vuelo 528 de Aeroflot
El Vuelo 528 de Aeroflot se estrelló mientras intentaba aterrizar en su aeropuerto de destino durante una situación de meteorología adversa. El avión aterrizó tras haber recorrido 5.000 pies de los más de 8.000 que tenía la pista a una velocidad excesivamente elevada, por lo cual sufrió aquaplaning. El piloto, que no estaba seguro de la posición en pista, intentó despegar de nuevo (cuando quedaban menos de mil pies de pista), saliéndose de pista por el final de esta, abortando el intento de despegue. El avión impactó con varios objetos, rompiéndose en partes, e incendiándose. Cinco pasajeros murieron en el lugar, mientras que un pasajero más y dos tripulantes murieron más tarde a causa de sus heridas.